# Релационни системи за управление на бази данни
Релационни системи за управление на бази данни или както са също известни с английското им наименование relational database management system (RDBMS) са системи за управление на бази данни, които са базирани на релационен модел, който е предложен от Едгар Код. Кратката дефиниция за РСУБД са СУБД, в които данните са съхранявани под формата на таблици и отношенията между данните са също съхранявани във формата на таблици.
Повечето популярни платени и оупън сорс бази данни са базирани на релационния модел за бази данни и прилагат SQL като език за запитвания.
|  | Тази страница частично или изцяло представлява превод на страницата Relational database management system в Уикипедия на английски. Оригиналният текст, както и този превод, са защитени от Лиценза „Криейтив Комънс – Признание – Споделяне на споделеното“, а за съдържание, създадено преди юни 2009 година – от Лиценза за свободна документация на ГНУ. Прегледайте историята на редакциите на оригиналната страница, както и на преводната страница, за да видите списъка на съавторите. ВАЖНО: Този шаблон се отнася единствено до авторските права върху съдържанието на статията. Добавянето му не отменя изискването да се посочват конкретни източници на твърденията, които да бъдат благонадеждни. |